# Cantonul Airvault
Cantonul Airvault este un canton din arondismentul Parthenay, departamentul Deux-Sèvres, regiunea Poitou-Charentes, Franța.

## Comune
| Comune                | Populație (1999) | Cod poștal | Cod INSEE |
| --------------------- | ---------------- | ---------- | --------- |
| Airvault              | 3.064            | 79600      | 79005     |
| Availles-Thouarsais   | 207              | 79600      | 79022     |
| Boussais              | 426              | 79600      | 79047     |
| Irais                 | 196              | 79600      | 79141     |
| Marnes                | 242              | 79600      | 79167     |
| Saint-Généroux        | 379              | 79600      | 79252     |
| Saint-Jouin-de-Marnes | 586              | 79600      | 79260     |